# Die jungen Waldensteiner
Die jungen Waldensteiner ist ein österreichisches Musik-Duo aus Waldenstein (Niederösterreich). Die Band setzt sich aus den beiden Brüdern Georg und Peter Lebinger zusammen. Stilistisch bewegt sich die Gruppe im Bereich der volkstümlichen Musik und Schlager.

## Karriere und Auftritte
Die beiden Brüder Georg und Peter Lebinger gründeten das Duo 2015. Die beiden begannen ihre musikalische Karriere auf kleineren Festen und Geburtstagsfeiern. Im ersten Jahr schafften sie 15 Auftritte, 2016 hatten sie bereits doppelt so viele Auftritte. Zunächst eine reine volkstümliche Band begannen sie später auch Schlager-Elemente einzuarbeiten.
Der erste TV-Auftritt der Band fand am 9. Juni 2015 in der Barbara Karlich Show im ORF2 statt, es folgte Auftritte unter anderem  beim großen Marc Pircher Fest 2015 im Zillertal, beim Wiener Wiesn Fest 2017 sowie in der ARD-Fernsehshow Immer wieder sonntags.
2016 erschien ihr erstes Album Locker drauf, das sie im Tonstudio Weigl-Records von  Johann Weigl-Pollack aufnahmen.
Die Band nahm auch an der Starnacht aus der Wachau im Jahre 2017 teil und war darüber hinaus bei diversen Fernseh- und Radiosendungen zu Gast.
2019 folgte das Album Wunderbar, das sie diesmal bei Flo Daxner aufnahmen.

## Diskografie

### Alben
- 2016: Locker drauf! (Weigl Records)
- 2019: Wunderbar
- 2021: Stark wie nie zuvor
- 2023: Aber beim nächsten Mal

### Single
- 2015: A Musi, die von Herzen kommt (EP)
- 2017: Onkel Klaus
- 2018: Sommerparty
- 2018: Heit kemman die Rauchfangkehrer
- 2020: Engel ohne Flügel
- 2022: Bruderherzen